# Žabnik
Žabnik är ett berg i Slovenien/Kroatien. Det ligger i länet Istrien, i den västra delen av landet, 150 km väster om huvudstaden Zagreb. Toppen på Žabnik är 1 023 meter över havet.KIKO